# Investment (фильм)
Investment (рус. Инвестиции) — индийский фильм на языке маратхи, снятый режиссёром Ратнакаром Маткари по собственному рассказу и вышедший в широкий прокат 20 сентября 2013 года. Главные роли исполнили Тушар Далви, Суприя Винод и Сулабха Дешпанде. Сюжет рассказывает о современной индийской семье среднего класса, которая отказывается от нравственных ценностей в погоне за материальным благополучием. В отличие от большинства индийских фильмов не содержит музыкально-танцевальных вставок. Отмечен Национальной кинопремией как лучший фильм на маратхи 2012 года.

## Сюжет
В центре сюжета индийская семья представителей среднего класса: Ашиш, амбициозный молодой человек, собирающийся сменить работу, чтобы присоединиться к американской фирме, и его жена Прачи, которая стремится перейти в более высокий класс общества. У пары есть двенадцатилетний сын Сохел, из которого они мечтают вырастить успешного политика, чтобы он смог ещё больше поднять престиж семьи. Мать Ашиша пытается привить внуку понятия о порядочности, но Прачи сводит её усилия на нет. В результате Сохел вырастает избалованным и эгоцентричным ребенком, который следует девизу своего отца: «всегда получать то, что он хочет». Когда он отправляет любовную записку своей однокласснице Дипе Ганган, которая происходит из совершенно другого социального слоя, её отец требует от Ашиша и Прачи, чтобы они держали сына в узде. Вскоре после этого Дипа пропадает без вести. Сохел утверждает, что ничего не знает о её местонахождении, но на следующий день полиция обнаруживает труп Дипы.

## В ролях
- Тушар Далви[англ.] — Ашиш
- Суприя Винод — Прачи
- Пархарш Наик — Сохел, сын Ашиша и Прачи
- Сулабха Дешпанде — Ааи, мать Ашиша
- Санджай Моне[англ.] — адвокат Сандеш Гадкар
- Сандип Патхак[англ.] — Ганган, отец Дипы

## Признание
Investment впервые был показан на 14-м кинофестивале в Мумбаи, организованном MAMI. 
Картина была отмечена Национальной кинопремией за лучший фильм на маратхи, ещё до выхода в широкий прокат в Махараштре 20 сентября 2013 года. Фильм также вошел в программу PIFF в Пуне и международных кинофестивалей в Ченнаи, Бангалоре и Штутгарте, и был показан на Нью-Йоркском фестивале индийского кино (NYIFF) 2012 года, где участвовал в четырех номинациях: лучший фильм, лучший сценарий, лучшая детская роль и лучшая женская роль.

## Критика
Нандини Рамнатх из Mint отметила, что если Махеш Манджрекар в своих фильмах призывает зрителей отказаться от традиционных взглядов и принять либерализацию, Маткари гораздо менее оптимистичен в отношении достоинств новой экономики, что выделяет фильм на фоне других местных кинолент, воспевающих чудесную и богатую на деньги современность. Однако чрезмерное упрощение поставленных вопросов, чопорная актёрская игра и эстетика телесериалов не оставляют места для тонкостей или обсуждений, а концовка в стиле «Ростка» Шьяма Бенегала указывает на то, что создатель фильма стремится вернуться ко временам, когда люди и зрители не подвергали сомнению полученную мудрость и поступали так, как им говорили.
Кеюр Сета из Halti Chitre написал, что фильм смог сделать смелое заявление о том, как плохое воспитание может привести ребенка из «элитного» класса к совершению ужасного преступления. Однако его вторая половина гарантирует, что он попадет только в категорию одноразового просмотра, поскольку по мере приближения кульминации судебные слушания становятся слишком утомительными из-за отсутствия конфликта и депрессивной подачи.
Прадип Менон в рецензии на сайте Wogma.com назвал Investment немного похожим на фильмы Мадхура Бхандаркара. По его мнению, главный недостаток фильма состоит в излишне прямой и однозначной передаче характеров. Центральные персонажи написаны такими широкими мазками, что выглядят почти как карикатуры, а выступления актёров столь чрезмерны, что фильм кажется излишне театральным. Кроме того операторская работа больше похожа на съёмки сценической постановки, чем на что-либо ещё, а сценарий довольно рыхлый и ближе ко второй половине фильма начинает граничить с бессмыслицей.
Ульхас Ширке в отзыве на Marathimovieworld.com заметил, что за исключением ужасной кульминации, которая оставляет решать судьбу малолетних преступников на усмотрение публики, фильм передает чёткое сообщение: «Что посеешь, то и пожнешь».